# قياس تعليمي
يشير القياس التربوي إلى استخدام التقييمات التربوية وتحليل البيانات، مثل الدرجات المُحصّلة منها، لاستنتاج قدرات الطلاب وكفاءاتهم. تتداخل هذه الأساليب مع تلك المستخدمة في القياس النفسي. فيما يميز القياس التربوي أنه يقوم على إعطاء أرقام لسمات مثل التحصيل الدراسي، والاهتمامات، والمواقف، والاستعدادات، والذكاء، والأداء.

## نظرة عامة
الهدف النموذجي من النظريات والممارسة في القياس التربوي هو قياس القدرات ومستويات التحصيل من قبل الطلاب في مجالات مثل القراءة والكتابة والرياضيات والعلوم وما إلى ذلك. وبشكل تقليدي، يتم تركيز الاهتمام على ما إذا كانت التقييمات يمكن الاعتماد عليها أم لا وهل هي صالحة أم لا. وفي مجال الممارسة العملية، يتعلق القياس التربوي بشكل كبير بتحليل البيانات من التقييمات أو الاختبارات التعليمية. وبشكل نموذجي، يعني ذلك استخدام الدرجات النهائية في التقييمات، سواء كانت خيارات متعددة أو أسئلة مفتوحة، وتصحيحها باستخدام نماذج التقييم أو الأدلة الخاصة بالتصحيح.
ومن الناحية الفنية، يتم استخدام نمط الدرجات التي يحصل عليها التلميذ المفرد في موضوعات مفردة لاستنتاج ما يطلق عليه اسم مواقع القياس للطلاب، أي «القياسات». وهذه العملية هي شكل من أشكال القياس. وبشكل جوهري، تمنح الإجماليات الأعلى مواقع قياس أعلى، بما يتوافق مع الاستخدام التقليدي والمعتاد للدرجات الإجمالية. ورغم ذلك، إذا تم استخدام نظرية بعينها، فإنه لا توجد مواءمة صارمة بين ترتيب الدرجات الإجمالية وترتيب مواقع القياس. ويوفر نموذج راش مواءمة صارمة شريطة أن يجيب كل الطلاب على نفس الأسئلة في الاختبار، أو أن يتم تمييز أدائهم باستخدام نفس نماذج تقييم التصحيح.
وفيما يتعلق بالكيان واسع النطاق الذي تقوم عليه النظرية الحسابية البحتة، هناك تداخل جوهري بين القياس التربوي والقياس النفسي. ومع ذلك، تم تطوير بعض المنهجيات التي كانت تعتبر جزءًا من القياس النفسي، بما في ذلك نظرية الاختبار التقليدية ونظرية الاستجابة للفقرة ونموذج راش، في الأساس خصيصًا من أجل تحليل البيانات من أجل التقييمات التعليمية.
ومن بين أهداف تطبيق النظريات والأساليب فيما يتعلق بالقياس التربوي محاولة وضع نتائج الاختبارات المختلفة التي يتم تنفيذها على مجموعات مختلفة من الطلاب على مقياس مفرد أو عام من خلال عمليات يطلق عليها اسم اختبار المعادلة. والأساس المنطقي وراء ذلك هو أنه نظرًا لأن التقييمات المختلفة غالبًا ما تكون ذات صعوبات مختلفة، فإنه لا يمكن مقارنة النتائج الإجمالية بشكل مباشر. والهدف وراء محاولة وضع النتائج على مقياس عام هو السماح بمقارنة مواقع المقياس المستنتجة من الإجمالية من خلال عمليات قياس.